# Piero Hincapié
Piero Martín Hincapié Reyna (* 9. ledna 2002) je ekvádorský profesionální fotbalista, který hraje na pozici středního obránce za bundesligový klub Bayer Leverkusen a ekvádorský národní tým.

## Klubová kariéra
Hincapié začal hrát fotbal ve věku sedmi let, zpočátku za místní kluby Escuela Refinería, Emelec Esmeraldas a Barcelona Esmeraldas. V deseti letech se obránce přestěhoval do Guayaquilu a hrál za klub Norte América. Po angažmá v Deportivo Azogues přestoupil v listopadu 2016 do Independiente del Valle. Hincapié byl povýšen do prvního týmu v srpnu 2019 pro zápas Serie A s Mushuc Runa. Byl vybrán do základní jedenáctky a odehrál celý zápas při těsné domácí porážce. V následujícím roce, krátce po vítězství v Poháru osvoboditelů do 20 let, naskočil z lavičky proti Universidad Católica a Macará.
Dne 20. srpna 2020 Hincapié vyměnil Ekvádor za Argentinu poté, co se dohodl na pětileté smlouvě s týmem Talleres hrajícím Primera División.
V srpnu 2021 podepsal Hincapié smlouvu s německým bundesligovým klubem Bayer Leverkusen. Debutoval 16. srpna v zápase základní skupiny Evropské ligy proti Ferencvárosi, když Leverkusen vyhrál 2:1. Svůj první gól za klub vstřelil 30. září, když vsítil úvodní gól proti Celticu při vítězství 4:0 v Evropské lize.

## Reprezentační kariéra
Hincapié se v roce 2017 objevil za ekvádorskou reprezentaci U15. V roce 2019 reprezentoval svou zemi jako kapitán na úrovni U17. Sedmkrát hrál na jihoamerickém mistrovství U-17 v Peru, poté se čtyřikrát představil na následujícím mistrovství světa do 17 let v Brazílii.
V ekvádorské fotbalové reprezentaci debutoval 13. června 2021 v zápase Copa América 2021 proti Kolumbii. Nastoupil a odehrál celý zápas, když Ekvádor prohrál 0:1.

## Kariérní statistiky

### Klubové
Platí k zápasu hranému 11. února 2023.
| Klub                    | Sezóna            | Liga                         | Liga   | Liga | Národní pohár | Národní pohár | Kontinentální | Kontinentální | Ostatní | Ostatní | Celkově | Celkově |
| Klub                    | Sezóna            | Divize                       | Zápasy | Góly | Zápasy        | Góly          | Zápasy        | Góly          | Zápasy  | Góly    | Zápasy  | Góly    |
| ----------------------- | ----------------- | ---------------------------- | ------ | ---- | ------------- | ------------- | ------------- | ------------- | ------- | ------- | ------- | ------- |
| Independiente del Valle | 2019/20           | Ekvádorská Serie A           | 1      | 0    | 0             | 0             | 0             | 0             | —       | —       | 1       | 0       |
| Independiente del Valle | 2020/21           | Ekvádorská Serie A           | 2      | 0    | 0             | 0             | 0             | 0             | —       | —       | 2       | 0       |
| Independiente del Valle | Celkově           | Celkově                      | 3      | 0    | 0             | 0             | 0             | 0             | —       | —       | 3       | 0       |
| Talleres                | 2021/22           | Argentinská Primera División | 14     | 0    | 2             | 0             | 6             | 0             | —       | —       | 22      | 0       |
| Bayer Leverkusen        | 2021/22           | Bundesliga                   | 27     | 1    | 0             | 0             | 6             | 1             | —       | —       | 33      | 2       |
| Bayer Leverkusen        | 2022/23           | Bundesliga                   | 18     | 1    | 0             | 0             | 5             | 0             | —       | —       | 23      | 1       |
| Bayer Leverkusen        | Celkově           | Celkově                      | 45     | 2    | 0             | 0             | 11            | 1             | —       | —       | 56      | 3       |
| Celkově v kariéře       | Celkově v kariéře | Celkově v kariéře            | 62     | 2    | 2             | 0             | 17            | 1             | 0       | 0       | 81      | 3       |

### Reprezentační
Platí k zápasu hranému 29. listopadu 2022.
| Národní tým | Rok     | Zápasy | Góly |
| ----------- | ------- | ------ | ---- |
| Ekvádor     | 2021    | 12     | 1    |
| Ekvádor     | 2022    | 12     | 0    |
| Celkově     | Celkově | 24     | 1    |

#### Reprezentační góly
Skóre a výsledky Ekvádoru jsou vždy zapsány jako první. Góly Piera Hincapiého jsou zvýrazněny.
| Gól | Datum              | Místo                                       | Soupeř    | Score | Výsledek | Soutěž                                           |
| --- | ------------------ | ------------------------------------------- | --------- | ----- | -------- | ------------------------------------------------ |
| 1.  | 11. listopadu 2021 | Estadio Rodrigo Paz Delgado, Quito, Ekvádor | Venezuela | 1:0   | 1:0      | Kvalifikace na Mistrovství světa ve fotbale 2022 |

## Úspěchy
Independiente del Valle
- Pohár osvoboditelů do 20 let: 2020